# 병천사
병천사(秉天祠)는 광주광역시 서구에 있는 일제강점기의 사당이다. 1979년 8월 3일 광주광역시의 유형문화재 제11호로 지정되었다.

## 개요
고려말의 충신인 정몽주를 비롯하여 지용기·정충신·지계최·지여해 등을 모시는 사당이다. 1910년 일본에게 나라를 빼앗기는 치욕을 당한 후 선조들의 절의와 애국정신을 이어받기 위하여 이 지방 세력가인 지응형이 1924년에 지은 것이다.
경내에는 사당·영당·동재·서재·강당·전사실·내삼문·원직사 등이 있는데 건물 가운데 가장 크고 보존을 요하는 강당 1동만을 문화재로 지정하여 관리하고 있다. 강당은 앞면 5칸·옆면 2칸 규모이며, 가운데 3칸은 대청마루를 두었고 앙쪽은 방을 들였다.

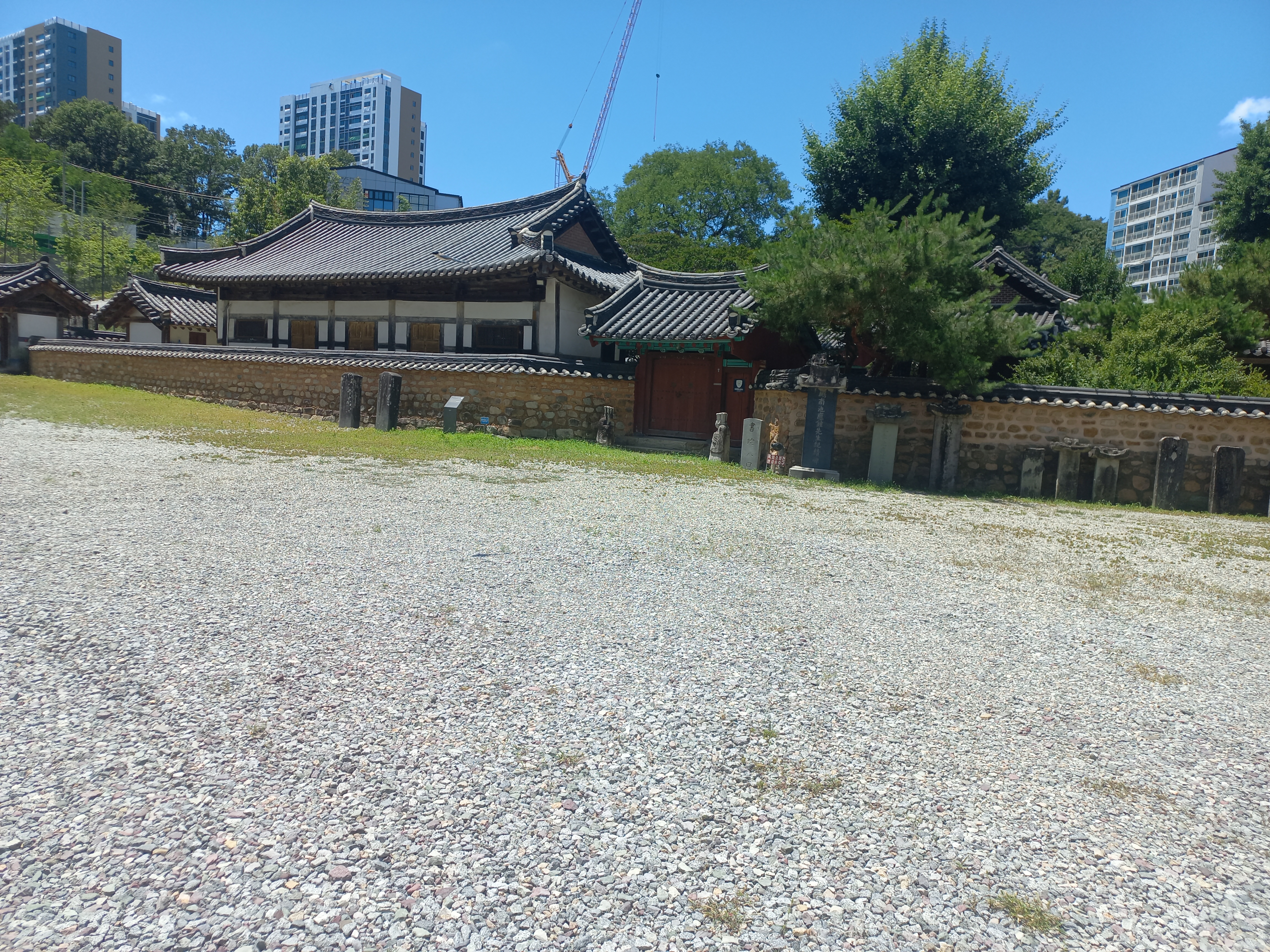
병천사의 비석

병천사는 서원과 비슷하다고 느낄 정도로 규모가 큰 사당건축이다.

## 참고 자료
- 병천사 - 국가유산청 국가유산포털